# Jaynes-Inseln
Die Jaynes-Inseln sind eine Gruppe kleiner Inseln vor der Walgreen-Küste des westantarktischen Marie-Byrd-Landes. In der Amundsen-See liegen sie 30 km westlich des südwestlichen Ausläufers der Canisteo-Halbinsel.
Der United States Geological Survey kartierte sie anhand eigener Vermessungen und Luftaufnahmen der United States Navy aus den Jahren zwischen 1960 und 1966. Das Advisory Committee on Antarctic Names benannte sie 1968 nach James T. Jaynes, Geräteanwender auf der Byrd-Station im Jahr 1966.